# Halenia hypericoides
Halenia hypericoides är en gentianaväxtart som först beskrevs av Carl Sigismund Kunth, och fick sitt nu gällande namn av August Heinrich Rudolf Grisebach. Halenia hypericoides ingår i släktet Halenia och familjen gentianaväxter. Inga underarter finns listade i Catalogue of Life.